# Ródope (cuento)

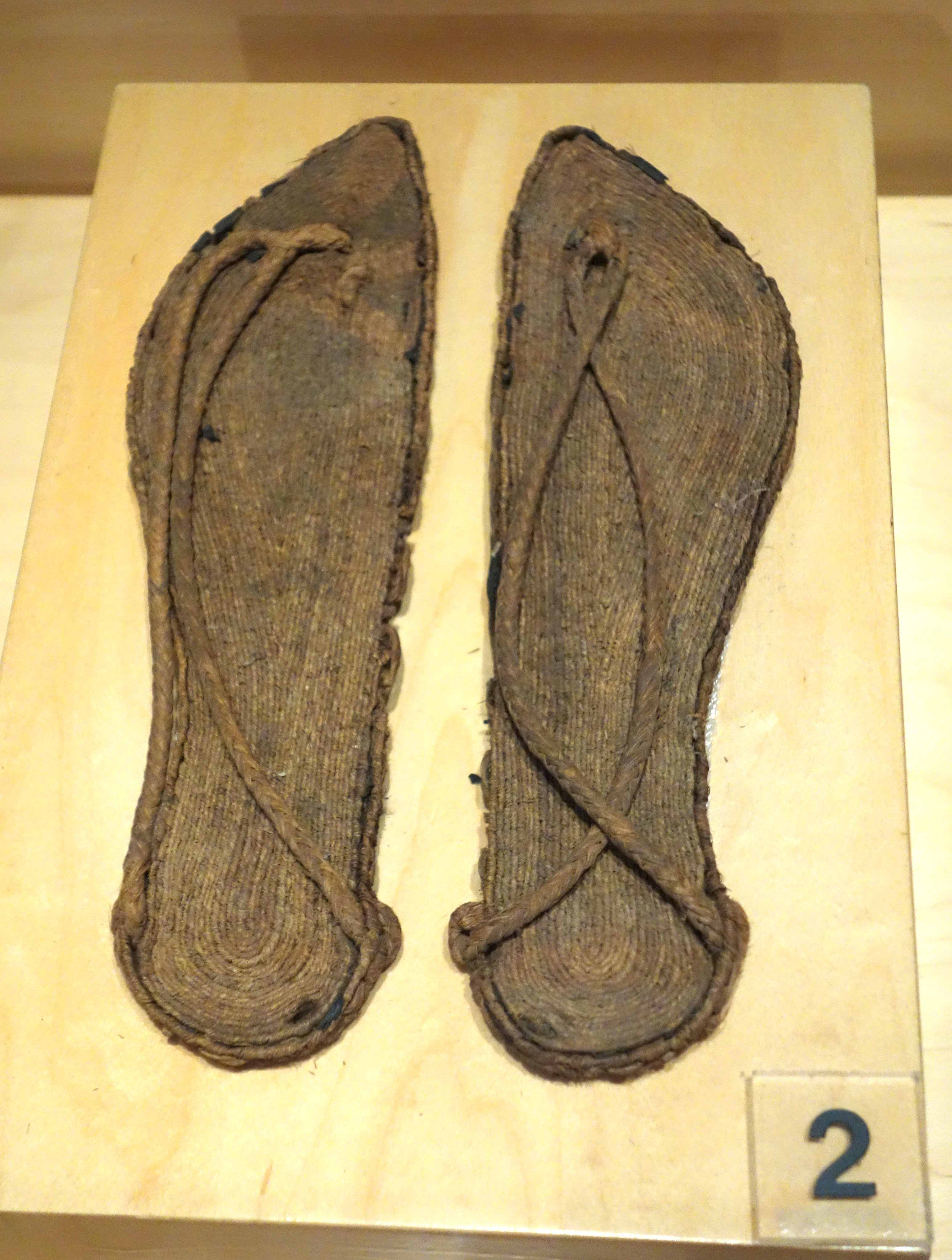
Par de sandalias antiguas de Egipto, hechas de fibra vegetal

Ródope (en griego antiguo, Ῥοδῶπις; romanización, Rhodôpis) es un antiguo cuento sobre una esclava griega que se casa con el faraón de Egipto. La historia fue registrada por primera vez por el historiador griego Estrabón a fines del siglo I a. C. o principios del siglo I d. C. y se considera la variante más antigua conocida de la historia de La Cenicienta. Los orígenes de la figura de los cuentos de hadas se remontan a la hetera Ródope del siglo VI a. C.

## Argumento
El cuento fue registrado por primera vez por el geógrafo griego Estrabón (64 o 63 a. C. - c. 24 d. C.) en su Geografía (libro 17, 33), escrita en algún momento entre c. 7 a. C. y c. 24 d. C.:

Cuentan la fabulosa historia de que, cuando se estaba bañando, un águila le arrebató una de sus sandalias a su doncella y se la llevó a Menfis; y mientras el rey administraba justicia al aire libre, el águila, cuando llegó sobre su cabeza, arrojó la sandalia en su regazo; y el rey, conmovido tanto por la hermosa forma de la sandalia como por la extrañeza del suceso, envió hombres en todas direcciones al país en busca de la mujer que calzaba la sandalia; y cuando la encontraron en la ciudad de Naucratis, la llevaron a Menfis y se convirtió en la esposa del rey.